# Acanthella (Melastomataceae)
Pour les articles homonymes, voir Acanthella.
Genre
Acanthella est un genre de plantes à fleurs de la famille des Melastomataceae dont les espèces sont originaires d'Amérique du Sud tropicale.

## Liste des espèces
- Acanthella conferta Cogn.
- Acanthella pulchra Gleason
- Acanthella sprucei Benth. & Accrocher. F.